# الطريق السريع 40 (السعودية)
الطريق السريع 40 المعروف بـ طريق الدمام - الرياض - مكة - جدة هو طريق سريع رئيسي يربط بين شرق السعودية وغربها، ويعتبر من أهم الطرق في المملكة العربية السعودية، فهو يصل أهم مدن المملكة ببعضها. يمتد الطريق بطول 1395 كم (867 ميل)، ويربط جدة ثاني أكبر مدينة والواقعة على الساحل الغربي للسعودية بالدمام سادس أكبر مدينة في المملكة والواقعة على الساحل الشرقي كما أنها أكبر مدينة في المنطقة الشرقية. يمتد الطريق أيضًا بمحاذاة أو عبر كل من مكة والطائف والرياض وبقيق والخبر على طوله، كما يصل إلى المحميات الطبيعية في محازة الصيد ومحمية سجا وأم الرمث.
يتكون الطريق السريع من ثلاثة ممرات مرور وحارة للطوارئ على كل جانب (ستة ممرات مرور وثمانية ممرات إجمالية) مفصولة بشريط متوسط. جميع تقاطعات الطريق السريع مفصولة عن بعضها البعض. يمر المسار عبر هضبة نجد المسطحة في الغالب، وبالتالي لا يتطلب أي جسور أو أنفاق في معظمه. بالقرب من الجزء الغربي يلتف الطريق حول جبال الحجاز قبل أن يصل إلى السهل الساحلي الغربي. هناك العديد من الطرق التي تربط الطريق السريع بطرق رئيسية وطرق سريعة أخرى تقع على امتداد الطريق.

## التاريخ

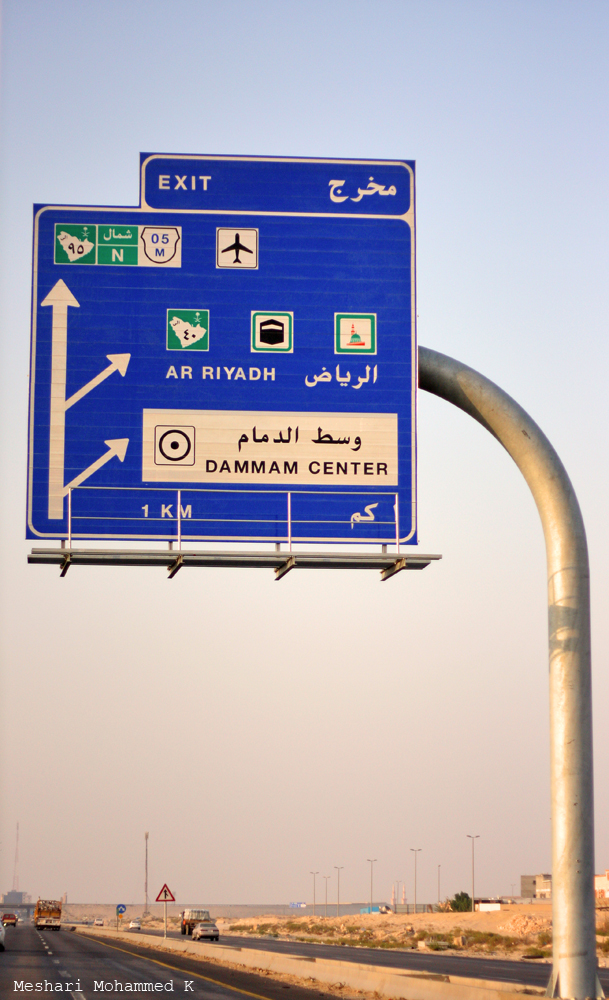
لوحة للطريق السريع 95 ويظهر بها مخرج يؤدي للطريق السريع 40.

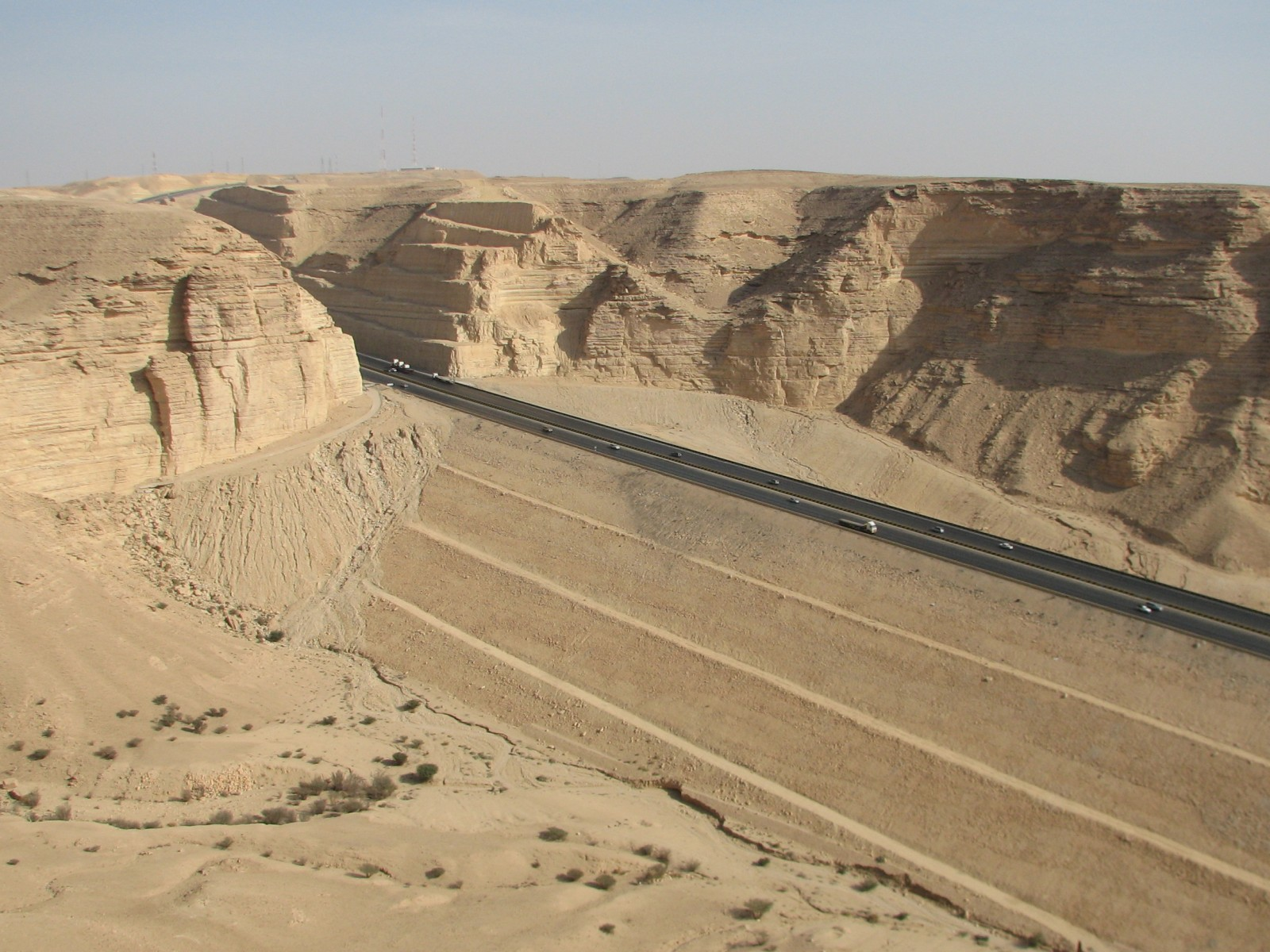
الطريق السريع 40 يمر بجبال طويق، غرب الرياض

في عام 1952، انتهى بناء خط سكة حديد الدمام - الرياض تحت إشراف شركة أرامكو،[11] رابطًا العاصمة بالمناطق بالخليج العربي في المنطقة الشرقية والمقر الرئيسي لشركة أرامكو. ومع تدفق عائدات النفط، ونمو الطبقة الوسطى السعودية، وازدياد ملكية المركبات الخاصة، نشأت الحاجة في عام 1953م إلى ربط العاصمة بالمنطقة الشرقية وكذلك ربط الحرمين الشريفين في الغرب عبر الطرق البرية، وأُنشئت وزارة المواصلات في العام نفسه. أُنجز أولًا قسم الرياض - الدمام من الطريق السريع في عام 1961، نظرًا لقرب المسافة بين الدمام والرياض، بالإضافة إلى جاذبية الازدهار الاقتصادي من المناطق الغنية بالنفط في الشرق. مع إتمام الجزء الشرقي، وجّهت الحكومة السعودية تركيزها نحو الغرب، وأُنجز قسم الرياض - جدة في عام 1965.
في عام 1969، قدّمت وزارة المواصلات برنامج الطرق الخماسي، بالتزامن مع خطط التنمية الخمسية التي كانت تستخدمها الحكومة السعودية. بدأت أولى هذه الخطط في عام 1970، ولا يزال النظام مستخدمًا حتى اليوم. خلال خطة التنمية الثالثة (1980-1985)، حُدّث قسم الرياض - الدمام من الطريق السريع، الذي يبلغ طوله 375 كيلومترًا (233 ميلًا)، إلى شكله الحالي، وخلال خطة التنمية الرابعة (1985-1990)، اكتمل تحديث قسم جدة - الرياض. مع التحديث الكامل للطريق السريع، كلّفت وزارة المواصلات السعودية أخيرًا بتشغيل الطريق السريع، وأطلقت عليه اسم الطريق السريع 40، في عام 1986م.
منذ عام 1986، لم يشهد الطريق السريع أي تغيير باستثناء إضافة أنظمة إنفاذ حدود السرعة، حيث تستخدم الأقسام الواقعة غرب التقاطع مع الطريق السريع 50 الرادار، بينما تستخدم الأقسام الواقعة شرقًا مزيجًا من مصائد السرعة التقليدية والرادار. في فبراير 2018، زادت السرعة القصوى على الطريق السريع 40، إلى جانب الطرق السريعة الرئيسية الأخرى في المملكة، من 120 كيلومترًا في الساعة (75 ميلًا في الساعة) إلى 140 كيلومترًا في الساعة (87 ميلًا في الساعة) للمركبات الخاصة.
في سنة 1953 ظهرت الحاجة إلى ربط العاصمة الرياض بالمدن النفطية والاقتصادية في الشرق وكذلك المقدسات الإسلامية في الغرب. بدأ مشروع بناء جزء من الطريق السريع وهو الطريق الرابط بين الدمام والرياض، وتم الانتهاء منه سنة 1961 وكان ذلك قبل القسم الغربي. كما يعمل على ربط الرياض أيضًا بالمناطق الزراعية الرئيسية في واحة الأحساء. في سنة 1965 تم الانتهاء من الجزء الغربي من الطريق السريع الذي يربط الرياض بالمقدسات الإسلامية في الغرب ليكون المحور الرئيسي بين الشرق والغرب للمملكة.
أعدت وزارة النقل السعودية خطتها الشاملة الخاصة بها والمعروفة باسم البرنامج الخماسي للطرق، وذلك بالتزامن مع الخطط الخمسية للمملكة. بدأ أولها سنة 1970 وما زال النظام مطبقًا حتى اليوم. خلال خطة التنمية الثالثة (1980-1985) تم تحديث قسم الرياض - الدمام من الطريق السريع الحديث بطول 375 كم (233 ميل). أما خلال خطة التنمية الرابعة (1985-1990) فقد تم تحديث قسم الرياض - جدة من الطريق السريع. في عام 1986 تم تشغيل الطريق السريع باعتباره الطريق السريع 40 في شبكة الطرق السعودية الموحدة الجديدة.
يُعد الطريق السريع 40 أحد أهم الطرق في السعودية وتم تنفيذه بما لا يقل عن مسارين في كل اتجاه، وغالبًا ثلاثة مسارات في كل اتجاه، وبعض الأحيان أربعة مسارات في كل اتجاه. في عام 2016، تم توسيع الجزء بين جدة ومكة المكرمة إلى خمسة مسارات في كل اتجاه.